# جودي ستون (صحفية)
جودي ستون (بالإنجليزية: Judy Stone)‏ هي صحفية وناقدة سينمائية أمريكية، ولدت في 1 مايو 1924 في فيلادلفيا في الولايات المتحدة، وتوفيت في 6 أكتوبر 2017 في سان فرانسيسكو في الولايات المتحدة.

## وصلات خارجية
- جودي ستون على موقع روتن توميتوز (الإنجليزية)